# Magdala (Alemanya)

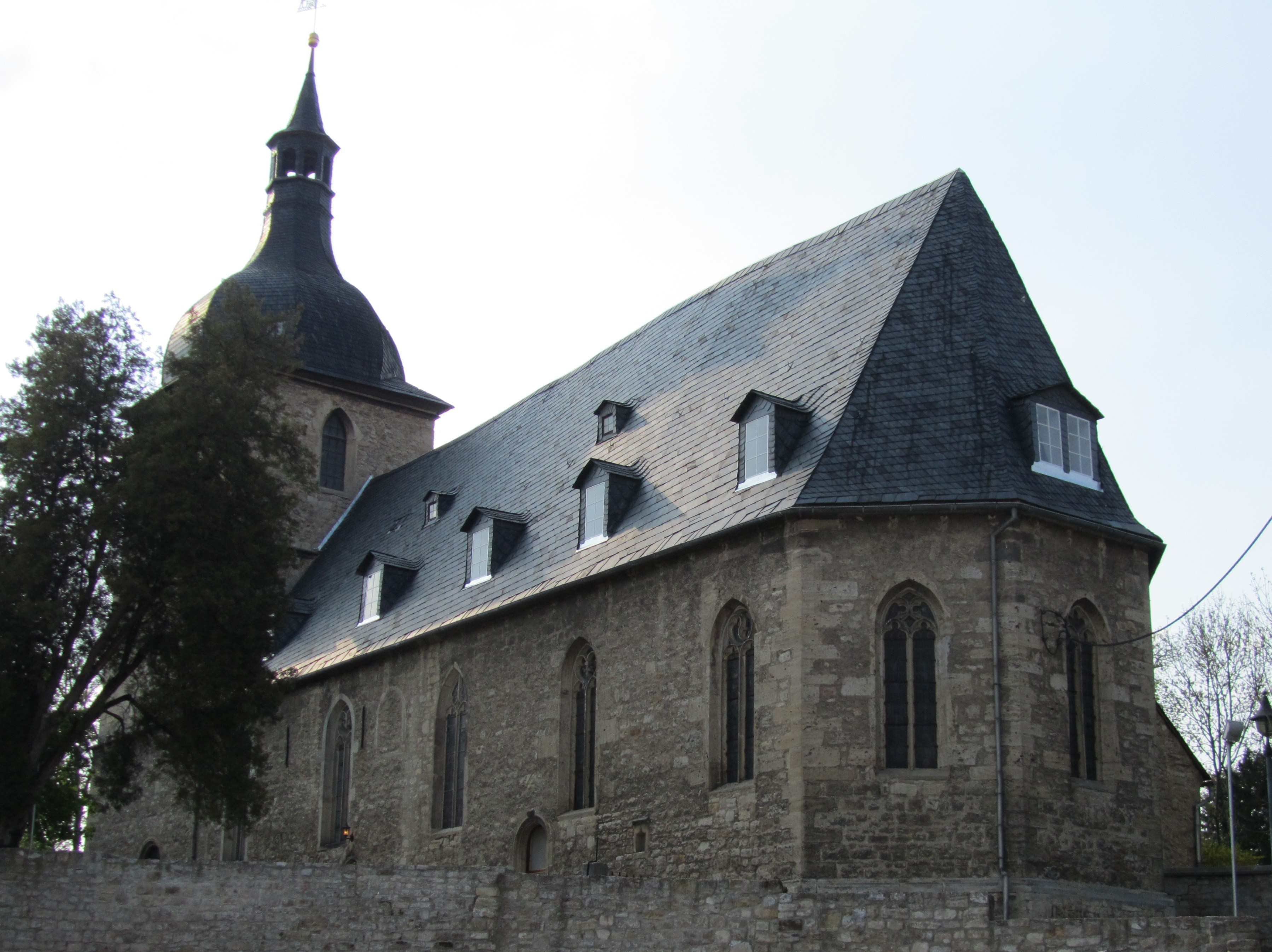
L'Església gòtica

Magdala és una població del districte de Weimarer a Turíngia, Alemanya. Està situada a 10 km de Jena, i a 12 km de Weimar. Té 2,020 habitants (2006)
És a la riba del riu Magdel.

## Història
Magdala va ser mencionada per escrit primera vegada l'any 874 com Madaha, a continuació va canviar el nom a Madela (1184), Madela (1193), Madala (1203), Madla (1301) Madela (1345) i Madela (1393)
Durant l'Imperi alemany (1871-1918), Magdala formava part del Gran Ducat de Saxe-Weimar-Eisenach.